# Aleksandr Ivanovič Gagarin
Il principe Aleksandr Ivanovič Gagarin, in russo Александр Иванович Гагарин? (Mosca, 1801 – Kutaisi, 27 ottobre 1857), è stato un militare e nobile russo.
Tra il 1851 ed il 1853 fu governatore militare e poi governatore generale della città di Kutaisi, in Georgia, ove rimase sino alla sua morte nel 1857, quando cadde vittima di un attentato ordito dai deposti principi locali.

## Biografia
Aleksandr era il figlio minore del principe Ivan Alekseevič Gagarin e di sua moglie Elizaveta Ivanovna Balabina.
Il 26 marzo 1821 lasciò il Corpo dei Paggi col grado di tenente e venne assegnato alla 1ª compagnia di artiglieria; il 14 dicembre 1822 venne trasferito alla 9ª compagnia di artiglieria a cavallo e dal 20 aprile 1823 entrò nella guardia dell'artiglieria a cavallo.
Prese parte ai moti rivoluzionari del 1825: la mattina del 14 dicembre di quell'anno, assieme ad altri ufficiali del calibro di A.G. Villamov, I.P. Konovnitsyn, K.D. Lukin e A.V. Malinovsky, cercò di infrangere il giuramento di fedeltà fatto al granduca Nikolai Pavlovich e accettò di partecipare a una cospirazione militare. In quello stesso giorno ad ogni modo venne arrestato coi suoi compagni e trattenuto prigioniero presso la caserma sede della1^ brigata di artiglieria. Il 16 dicembre, tuttavia, venne perdonato dallo zar Nicola I di Russia. Promosso tenente il 24 maggio 1825, si licenziò dall'esercito il 16 gennaio 1830.

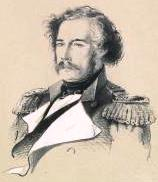
Il generale Gagarin in un disegno d'epoca

Rientrò poi in servizio col grado di capitano aiutante del governatore generale di Novorossijsk, il conte Mikhail Vorontsov, nel 1845, e quando questi venne nominato viceré del Caucaso, lo seguì da Odessa sino a Tbilisi. Prese parte ad una spedizione militare contro l'altopiano locale che si dimostrò un fallimento ma la sua distinzione e il suo coraggio gli valsero la nomina dapprima a sindaco di Derben e poi a governatore militare di Kutaisi. Il 14 settembre 1847 venne promosso maggiore generale. Con questo suo nuovo incarico, fece costruire un lungo viale cittadino, un parco e una grande fattoria per attirare nuovi abitanti e lavoratori, avviando dei lavori anche per l'estensione ed il miglioramento dei vitigni locali (in particolare contribuendo a diffondere il vitigno Isabella). Dotò inoltre la città di una palestra e di nuovi pubblici uffici. Il 26 novembre 1850, in riconoscimento della sua carriera militare, ricevette la IV classe dell'Ordine di San Giorgio.
Quando iniziò la guerra russo-persiana nel 1853, Gagarin venne nominato capo del distaccamento Guria e combatté in diverse schermaglie contro i turchi, ricevendo quindi il comando della 13ª divisione di fanteria. Il 4 giugno 1854 venne promosso al grado di tenente generale. Vicino a Kars, durante un assalto senza successo tenutosi il 17 settembre 1855, venne gravemente ferito alla spalla sinistra e, privo di sensi, venne trasportato fuori dal campo di battaglia dai suoi uomini.
Costretto a lasciare la campagna militare per curarsi all'estero, Gagarin trascorse un anno intero a Parigi. Nel 1856 tornò in Russia dove intendeva stabilirsi nella sua tenuta in Crimea a Kuchuk-Lambat, ma il governatore del Caucaso, il principe A.I. Baryatinsky gli offrì la carica di governatore generale di Kutaisi, in Georgia, che egli accettò. Nel febbraio del 1857, Gagarin giunse a Kutaisi e si accorse che nella regione l'amministrazione russa era molto meno solida di quanto il governo pensasse: ovunque pullulava di cospiratori che erano contrari all'occupazione russa dell'area e lo stesso Gagarin cadde vittima di un attentato il 22 ottobre 1857, morendo cinque giorni dopo. L'attentato era stato organizzato da Konstantin Dadeshkeliani, deposto principe di Svaneti.

## Matrimonio e figli

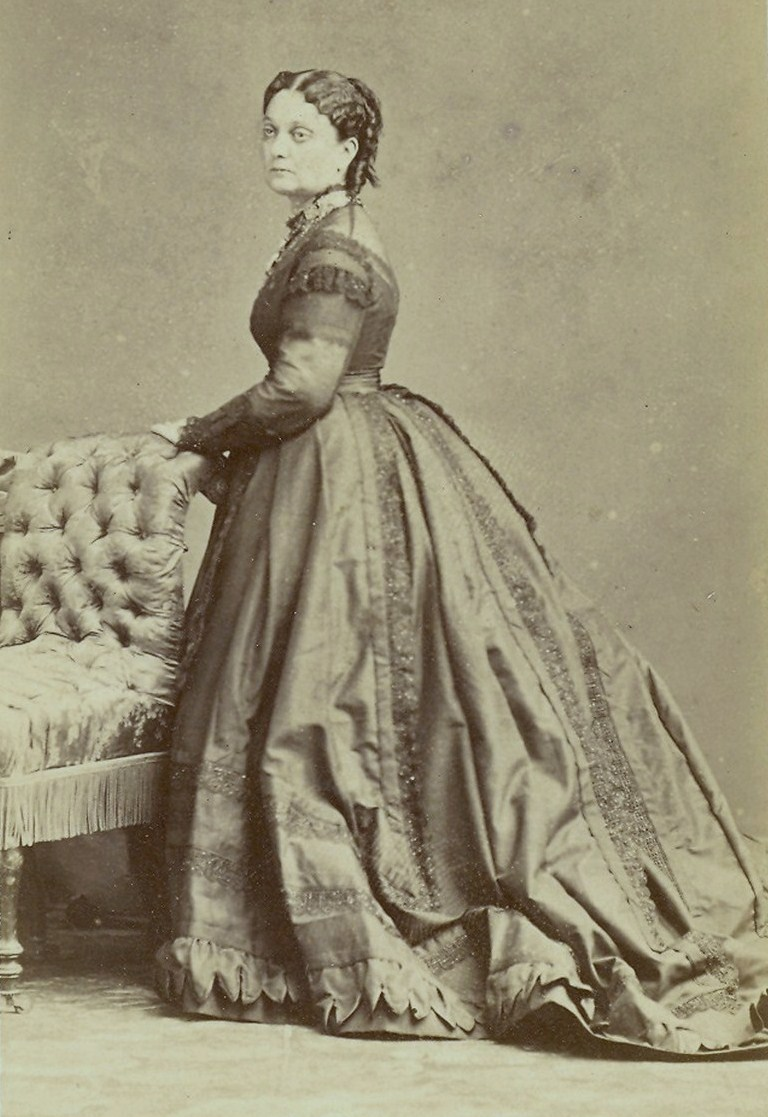
La principessa Anastasia Daidovna Orbeliani, seconda moglie del principe Gagarin

Gagarin si sposò due volte: la prima con Maria Andreevna Borozdina (morta nel 1849) e la seconda con la principessa Anastasia Davidovna Orbeliani (1825-1907), la quale gli diede una figlia Ekaterina, morta poi all'età di 10 anni a causa di tubercolosi ossea.